# Gilbert Talbot (13e comte de Shrewsbury)
Pour les articles homonymes, voir Gilbert Talbot.
Gilbert Talbot, 13e comte de Shrewsbury (11 janvier 1672 - 22 juillet 1743) est un prêtre jésuite anglais, noble et pair, également connu sous le nom de Father Grey.

## Biographie
Fils aîné de Gilbert Talbot, deuxième fils de John Talbot, 10e comte de Shrewsbury (1601–1654), Talbot est né dans le Staffordshire et fait ses études au Collège anglais de Saint-Omer. En 1694, il entre dans la Compagnie de Jésus comme novice à Watten en Flandre française et en 1701 est envoyé pour rejoindre la mission anglaise du Collège de St Aloysius dans le Lancashire, officiant à Preston, Billington et ailleurs. En 1709, il prononce les quatre vœux des jésuites, pauvreté, chasteté, obéissance et soumission au pape. En tant que prêtre de l'Église de Rome, il est connu sous le nom de Père Grey. En 1711, Talbot est recteur du Collège dans le Lancashire, mais peu de temps après, il est envoyé au Collège des Saints Apôtres dans le Suffolk, où il sert également comme aumônier du jeune Lord Petre à Ingatestone Hall. Talbot passe pour un ecclésiastique de grand mérite, prudent et aux manières agréables, mais il est fortement réticent à assumer la charge pastorale d'une paroisse.
En 1718, Talbot succède à son cousin germain Charles Talbot, duc de Shrewsbury (1660-1718), en tant que treizième comte de Shrewsbury et comte de Waterford, et aurait hérité de grands domaines dans le Shropshire et ailleurs, mais quelques années avant il y a renoncé en faveur de son frère cadet, George Talbot. Son cousin est le premier duc et n'a pas de fils, donc le duché s'est éteint avec lui.
En tant que comte de la pairie d'Angleterre, Talbot a droit à un siège à la Chambre des lords, mais en tant que catholique romain, il est empêché d'occuper la plupart des fonctions d'État, et il n'a ni utilisé ses nouveaux titres ni cherché à entrer au parlement.
En 1721, la Propaganda Fide envisage de nommer Shrewsbury comme évêque coadjuteur du Vicariat apostolique du district de Londres, mais en l'occurrence c'est Benjamin Petre qui accepte le poste.
Vers 1726, Talbot devient aumônier de Lady Stourton, la veuve de Lord Petre, à Dunkenhalgh dans le Lancashire. En 1734, il devient également recteur du Lancashire College. En 1738, il rejoint le Jesuit College of St Ignatius à Londres, où il meurt. A sa mort, les pairies familiales passent à son neveu George Talbot, fils de son jeune frère.